# 11780 Thunder Bay
11780  Thunder Bay eller 1942 TB är en asteroid i huvudbältet som korsar Mars omloppsbana. Den upptäcktes den 3 oktober 1942 av den finska astronomen Liisi Oterma vid Storheikkilä observatorium. Den är uppkallad efter den kanadensiska staden Thunder Bay.
Asteroiden har en diameter på ungefär 6 kilometer.